# Kryzys zadłużenia w strefie euro
Kryzys zadłużenia w strefie euro – kryzys finansowy związany z długiem publicznym w państwach członkowskich strefy euro, będący częścią globalnego kryzysu finansowego.

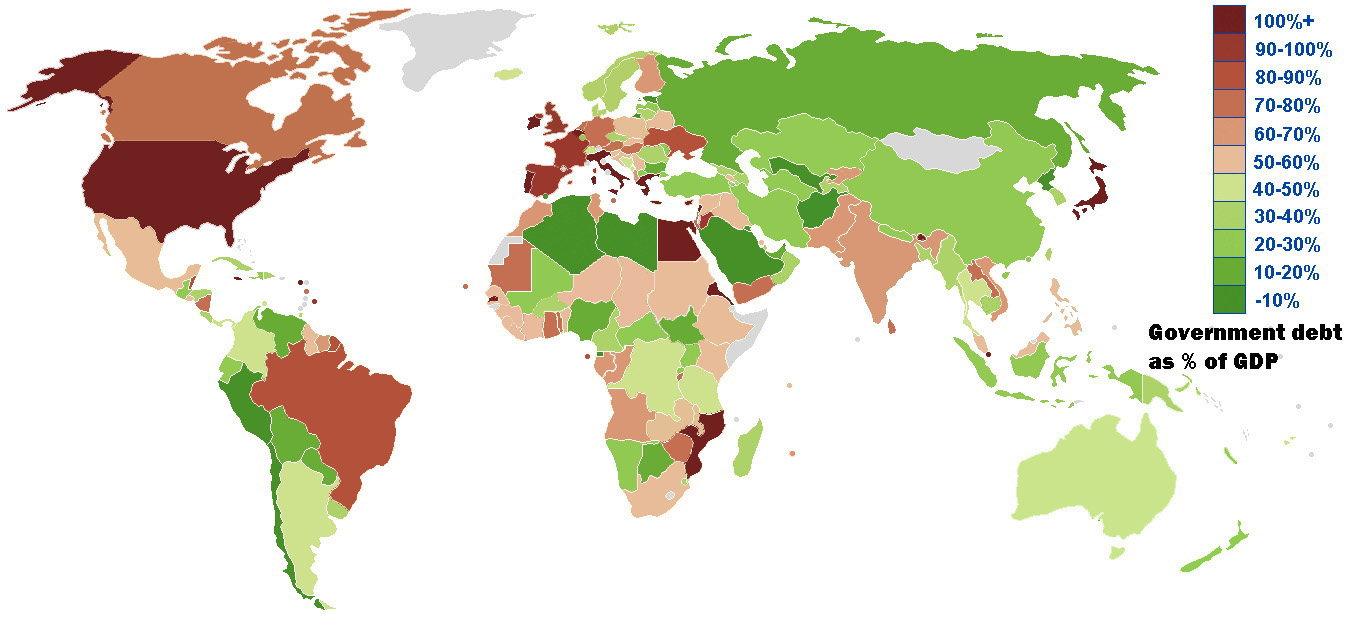
Dług publiczny w relacji do PKB (według MFW, 2012)

## Historia
W 1993 roku zakładano prowadzenie przez wybrane państwa polityki gospodarczej, która zmierzała do zwiększenia konwergencji w zakresie poziomu inflacji i stóp procentowych oraz do stabilizacji kursu walutowego, ograniczenia deficytów budżetowych i zmniejszenia zadłużenia publicznego. W odniesieniu do rynków kapitałowych miała nastąpić pełna w 1998 roku. Najistotniejszym przedsięwzięciem tej fazy było utworzenie Europejskiego Instytutu Walutowego, którego zadaniem było koordynowanie polityki pieniężnej państw członkowskich przed wprowadzeniem wspólnej waluty.
Następny etap rozpoczął się 1 stycznia 1999 roku i trwał do czerwca 2002 roku. Europejski Instytut Walutowy został przekształcony w Europejski Bank Centralny, który otrzymał status niezależnej instytucji odpowiedzialnej za stabilność euro oraz prowadzenie wspólnej polityki pieniężnej. Od 1 stycznia 1999 roku euro stało się oficjalną walutą, jednak nie funkcjonowało jeszcze w obiegu pieniężnym, nastąpiło to dopiero od 1 stycznia 2002 roku.
Od 2008 roku Unia Europejska znalazła się w głębokim kryzysie finansowym i gospodarczym, co wywindowało parę EUR/USD na maksima historyczne. Kryzys był spowodowany skumulowaniem się skutków wielu niekorzystnych zjawisk, takich jak załamanie na rynku kredytów hipotecznych w USA w latach 2007–2008, wysoki dług publiczny i wybujała ekspansja kredytu bankowego w niektórych państwach członkowskich strefy euro, nadmierne inwestycje spekulacyjne w takich obszarach jak budownictwo, nieruchomości i usługi finansowe, a także szybki wzrost cen na rynkach surowców, paliw i żywności. Jednak najważniejszym czynnikiem, odróżniającym zarazem ten kryzys od wielu wcześniejszych cyklicznych załamań koniunktury, było nadmierne zadłużenie zarówno sektora publicznego, jak i prywatnego, które doprowadziło do gwałtownego spadku zaufania na rynkach finansowych, zmusiło wiele państw do przyjęcia drastycznych programów oszczędnościowych, co utrudniało przezwyciężenie kryzysu.

## Przyczyny kryzysu w strefie euro

Zmiana kosztów pracy zmieniła konkurencyjność gospodarek państw strefy euro, zmiana ta nie mogła być zrównoważona zmianą kursów walut

Euro jako unia walutowa oznacza pozbawienie się przez państwa członkowskie wpływu na gospodarkę poprzez zmiany kursu walutowego i stóp procentowych, co zwiększa niestabilność i podatność na kryzys. Według Josepha Stiglitza strefa euro nie posiadała, w 2016 r., nowych mechanizmów gwarantujących, że każde państwo będzie rozwijało się w odpowiednim tempie.
Bezpośredni mechanizm kryzysu zadłużenia i jego przenoszenia się do kolejnych państw jest stosunkowo prosty. Można go w skrócie wyrazić poprzez następującą sekwencję wydarzeń:
- Kryzys rozpoczyna się od wydarzenia, które powoduje spadek zaufania inwestorów do zdolności rządu danego państwa do terminowej obsługi długu publicznego i w efekcie prowadzi do wyprzedaży jego obligacji skarbowych
- Utrzymujący się spadek cen rynkowych obligacji powoduje sukcesywny wzrost ich rentowności i stąd konieczność podniesienia stopy procentowej dla nowych emisji.
- O ile odnośny proces nie zostaje powstrzymany, wzrost rentowności obligacji (kosztu długu) osiąga w końcu poziom, który w ocenie rynku jest nie do utrzymania, to znaczy musi doprowadzić do niewypłacalności danego państwa; następuje otwarta faza kryzysu – rząd tego państwa traci faktycznie w tym momencie dostęp do rynku i zostaje zmuszony do wystąpienia o międzynarodową pomoc finansową.

Jak widać, kryzys działa na zasadzie samospełniającej się przepowiedni. Ten mechanizm psychologiczny sprawia, że raz utracone zaufanie inwestorów nie powraca po pochłonięciu przez kryzys pierwszej „ofiary”, lecz odwrotnie, zdestabilizowany rynek po potwierdzeniu swoich obaw szuka wręcz pretekstu aby zaatakować kolejną.
W rezultacie następuje powtarzający się szereg razy efekt „zarażenia” kryzysem kolejnych państw. Działa on tym szybciej, im silniejsze są powiązania gospodarcze i finansowe pomiędzy grupą państw, w której kryzys się rozpoczął.
Opisana sekwencja wystąpiła jak dotąd w pełni w Grecji (maj 2010), Irlandii (listopad 2010), Portugalii (maj 2011) i ponownie w Grecji, w związku z jej niezdolnością do wykonania zawartych umów.

## Funkcjonowanie kryzysu
Charakterystyczną cechą obecnego kryzysu w strefie euro jest to, że jego źródła nie leżą w sektorze realnym, a raczej w szeroko rozumianym sektorze finansowym. W istocie mamy do czynienia z kryzysem nadmiernego zadłużenia publicznego i prywatnego, które hamuje potencjalny wzrost zagregowanego popytu i utrudnia bądź uniemożliwia zastosowanie tradycyjnych metod pobudzania koniunktury za pomocą instrumentów ekspansji fiskalnej. Choć w tle kryzysu leżą także czynniki strukturalne, takie jak przede wszystkim niski poziom konkurencyjności gospodarek europejskich, spowodowany sztywnością rynków pracy i usług, niedostateczną innowacyjnością gospodarki i nadmiarem administracyjnych barier, to rozwiązanie kwestii finansowych ma decydujące znaczenie dla przezwyciężenia kryzysu.

## Walka z kryzysem w strefie euro

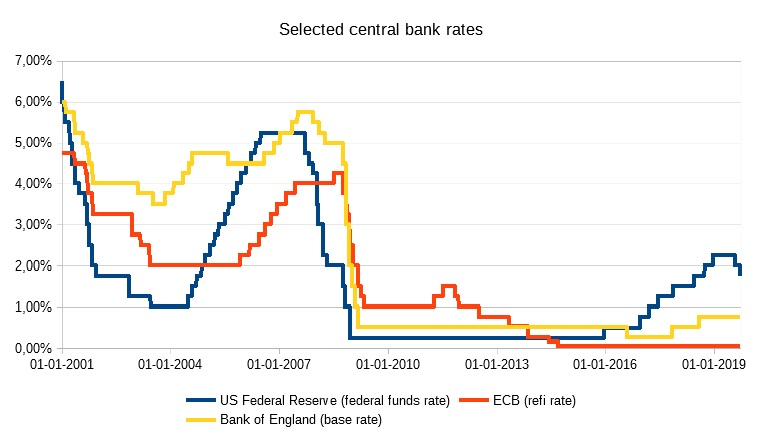
Stopy procentowe w latach 2001–2012, Fed, ECB i Bank of England

W walce z kryzysem dawno już odeszło się od stosowania standardowych metod. Być może teraz przychodzi czas najprostszych rozwiązań, przykładowo na pomysły konkurencyjnego osłabiania walut. Im słabsza waluta, tym bardziej konkurencyjny eksport jej posiadacza. Ale jeśli na ten sam pomysł równocześnie wpada wiele państw – z czym mamy do czynienia właśnie w tej chwili – nikt nie odnosi korzyści. Jedynym wymiernym skutkiem może się natomiast okazać masa pustego pieniądza wykreowanego na potrzeby dewaluacji. A później wzrost inflacji. W skali globalnej nie wydaje się to dziś szczególnym problemem. Słabsza waluta jako wsparcie eksportu została w 2010 wykorzystana przez Niemcy, Francję i Hiszpanię. Także w dotkniętych kryzysem Irlandii i Hiszpanii słabsze euro pomogło przyspieszyć wzrost PKB w połowie 2011 r. Główne rynki, na których dochodziło do zwiększania importu, to kraje Azji, gdzie waluty związane są z silnym dolarem.

### Propozycje
Według Josepha Stiglitza strefa euro potrzebuje wprowadzenia nowych mechanizmów gwarantujących, że każde państwo będzie rozwijało się w odpowiednim tempie. Wymaga to pogłębienia integracji politycznej i gospodarczej albo rozwiązania strefy euro. W przeciwnym wypadku długotrwałe kryzysy będą się powtarzać. Według Stigliza sztywny wymóg utrzymywania deficytu budżetowego poniżej 3% PKB działa jak automatyczny destabilizator, gdy w wyniku kryzysu spadają dochody. W tej sytuacji cięcia wydatków prowadzą do dalszego spadku PKB.
Do podstawowych braków strefy euro Stiglitz zalicza brak unii bankowej: skutecznego nadzoru bankowego nad bankami działającymi w całej Unii oraz brak unijnych gwarancji depozytów, aby zapobiegać ucieczkom kapitału z państw przeżywających trudności, co prowadzi do ich dalszego osłabienia.
Euroobligacje zostały zaproponowane przez Komisję Europejską w 2011 r. jako sposób wyjścia z kryzysu zadłużeniowego. Euroobligacje byłby emitowane przez strefę euro a pieniądze rozdzielane między poszczególne państwa, co sprawiłoby, że byłyby znacznie tańsze dla państw bardzo zadłużonych. Euroobligacje wymagałyby wzmocnienia nadzoru finansów i koordynacji działań aby uniknąć pokusy nadużycia i zapewnić zrównoważenie finansów publicznych. Wprowadzenie euroobligacji wymagałoby też zmian traktatu o UE w punkcie o niedofinansowywaniu państw członkowskich.